# Jackany (rejon solecznicki)
Jackany (lit. Jackonys) − wieś na Litwie, w rejonie solecznickim, 4 km na północny wschód od Solecznik, zamieszkana przez 48 ludzi. Przed II wojną światową w Polsce, w powiecie wileńsko-trockim województwa wileńskiego.